# 男低音

女高音

女低音

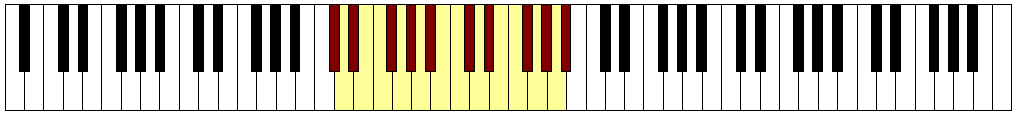
男高音

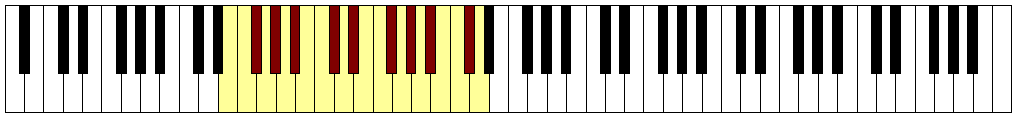
男低音

在音乐，男低音（bass）是一名唱音域E2－E4共2个八度的歌唱家，音色低沉、浑厚、老成、持重。柴可夫斯基的歌剧《叶甫根尼·奥涅金》中的格列敏咏叹调“爱情能征服所有的人们”就是一首男低音独唱曲。

## 著名男低音歌唱家
- 费多尔·伊万诺维奇·夏里亚宾（法籍俄罗斯，1873年—1938年）
- 艾齐欧·平扎／Ezio PINZA（意大利，1892年—1957年）
- 保罗·勒鲁瓦·罗伯逊/Paul Leroy Robeson（美国黑人，1898年4月9日—1976年1月23日—）
- 斯義桂／Yi-Kwei Sze（中國，1915年—1994年）
- 鲍里斯·克利斯多夫／Boris CHRISTOFF（保加利亚，1918年—1994年）
- 尼科拉·罗西雷梅尼／Nicola Rossi-Lemeni（意大利，1920年－1991年）
- 尼科莱·吉奥洛夫／Nicolai GHIAUROV（保加利亚，1929年—2004年）
- 凱撒·西尔彼／Cesare SIEPI（意大利，1923年—）
- 詹姆斯·莫里斯／James MORRIS（美国）
- 田浩江／Haojiang TIAN（美籍华人，1955年—）

## Bass的樂器
- 低音牧童笛（Bass Recorder）
- 低音長號（Bass trombone）
- 低音號（Tuba）
- 巴松管（Bassoon）
- 低音吉他（Electric Bass / Bass Guitar）
- 低音提琴（Double Bass）

## 其他声部
- 男高音（Tenor）
- 男中音（Baritone）
- 女高音（Soprano）
- 女中音（Mezzo-soprano，又作次女高音）
- 女低音（Contralto，又作Alto）